# Iimmujávri
Iimmujávri, enligt tidigare ortografi Imojaure, är en sjö i Gällivare kommun i Lappland och ingår i Kalixälvens huvudavrinningsområde. Sjön har en area på 0,15 kvadratkilometer och ligger 782 meter över havet.

## Delavrinningsområde
Iimmujávri ingår i det delavrinningsområde (751813-162532) som SMHI kallar för Ovan Skartajåkka. Medelhöjden är 846 meter över havet och ytan är 35,18 kvadratkilometer. Det finns ett avrinningsområde uppströms, och räknas det in blir den ackumulerade arean 56,77 kvadratkilometer. Bálddajohka som avvattnar avrinningsområdet har biflödesordning 2, vilket innebär att vattnet flödar genom totalt 2 vattendrag (Kaitumälven (Gáidumeatnu), Kalixälven) innan det når havet efter 410 kilometer. Avrinningsområdet består mestadels av kalfjäll (82 procent). Avrinningsområdet har 0,37 kvadratkilometer vattenytor vilket ger det en sjöprocent på 1 procent.